# Луїс Бонфа
Луїс Флоріану Бонфа (порт. Luiz Floriano Bonfá) (Ріо-де-Жанейро, 17 жовтня 1922 — Ріо-де-Жанейро, 12 січня 2001) — бразильський композитор і гітарист
Серед найвідоміших його композицій — класичні Manhã de Carnaval і Samba de Orfeu, A chuva caiu (спільно з Томом Жобімом), Correnteza, De cigarro em cigarro, The gentle rain, Menina flor, Mania de Maria (спільно з Марією Еленою Толеду) та Sem esse céu.

## Біографія
Луїс Флоріану Бонфа народився 17 жовтня 1922 року в Ріо-де-Жанейро в родині італійського іммігранта.   
З 11-річного віку  навчався у класичного гітариста з Уругваю Ісайї Савіо. На той час Ісайя Савіо (1902—1977) був одним з найкращих і найобізнаніших гітаристів у Південній Америці. Він сам навчався у великого Мігеля Ллобета, мав і передав учневі вимогливий, систематичний підхід, завдяки якому молодий гітарист розвинув свій оригінальний та гнучкий стиль. За три роки щотижневих уроків, Луїс отримав глибокі знання з техніки і репертуару класичної гітари.
Хоча Бонфа, на думку Савіо, міг досягти вершин у класичній гітарі, сам Луїс прагнув  присвятити себе бразильській популярній музиці. Професійну кар'єру Луїс почав 1945 року,  як гітарист і вокаліст у Trio Campesino, з яким він виступав в казино "Porchat Island" і "Icaraí".
Багато визначних інструментальних творів Бонфа (Sambolero, Uma Prece, Batucada,  Dança India) датуються серединою 1940-х років, коли Луїсу було трохи за двадцять. Цього часу він вже мав зрілий композиційний стиль.
1946 року  Бонфа знайомиться з іншим головним наставником: гітаристом Анібалом Аугусту Сардінью (1915—1955), відомим як Гароту, і починає працювати на очолюваному Гароту Rio Rádio Nacional у програмі "Clube da bossa". Гароту знайомить Луїса з гармонією босанова. На Rádio Nacional, важливій на той час вітрині майбутніх талантів, Бонфа отримує першу широку відомість в Бразилії. 
З 1946 по 1952 рік Бонфа, разом з Луїсом Телесом, Франсіску Пачеку та Альберту Рушелем, виступав, як гітарист і вокаліст, у дуже успішному вокальному ансамблі Quitandinha Serenaders. Після розпуску групи він почав свою сольну кар'єру як гітарист. Першою створеною Бонфа піснею була De Cigarro em Cigarro, записана співачкою самби Норою Ней 1953 року на студії Continental. Деякі з його ранніх композицій, Ranchinho de Palha, O Vento Não Sabe, Perdido de amor, Sem esse céu були записані та виконувались бразильським джазовим піаністом Діком Фарні 1953 року. Завдяки Фарні, Бонфа того ж 1953 року познайомився з Антоніу Карлусом Жобіном та Вінісіусом  ді Морайсом, чия діяльність згодом сприяла всесвітньому поширенню бразильської джазової та естрадної музики.
Бонфа співпрацював з ними та іншими відомими бразильськими музикантами й виконавцями у створенні вистави за п'єсою ді Морайса Orfeu da Conceição, продовженням якої через декілька років став фільм Марселя Камю "Чорний Орфей" (порт. Orfeu Negro). 1956 року студія Odeon випустила музику Бонфа до Orfeu da Conceição окремою платівкою, 
У час розквіту джазової сцени в Ріо-де-Жанейро, задля таких театральних виступів об'єднувалися музиканти, художники та драматурги. Бонфа написав деякі з оригінальних музичних тем для фільму, в тому числі композиції Samba de Orfeu та найвідоміший свій твір, Manhã de Carnaval, що став відомим стандартом.
1958 року Бонфа їде до Нью-Йорка і вирушає, як акомпаніатор, в тур Сполученими Штатами зі знаменитою бродвейською акторкою Мері Мартін. Тим часом фільм "Чорний Орфей" виходить на екрани, отримує нагороди і приносить славу своїм творцям. Фільм Камю та співпраця Жілберту та Жобіма з американськими джазменами, такими як Стен Гетц і Чарлі Берд привернули увагу світу до бразильської популярної музики і Бонфа став дуже помітним послом бразильської музики в США, починаючи з концерту босанови, що відбувся в листопаді 1962 року в нью-йоркському Карнегі-хол.

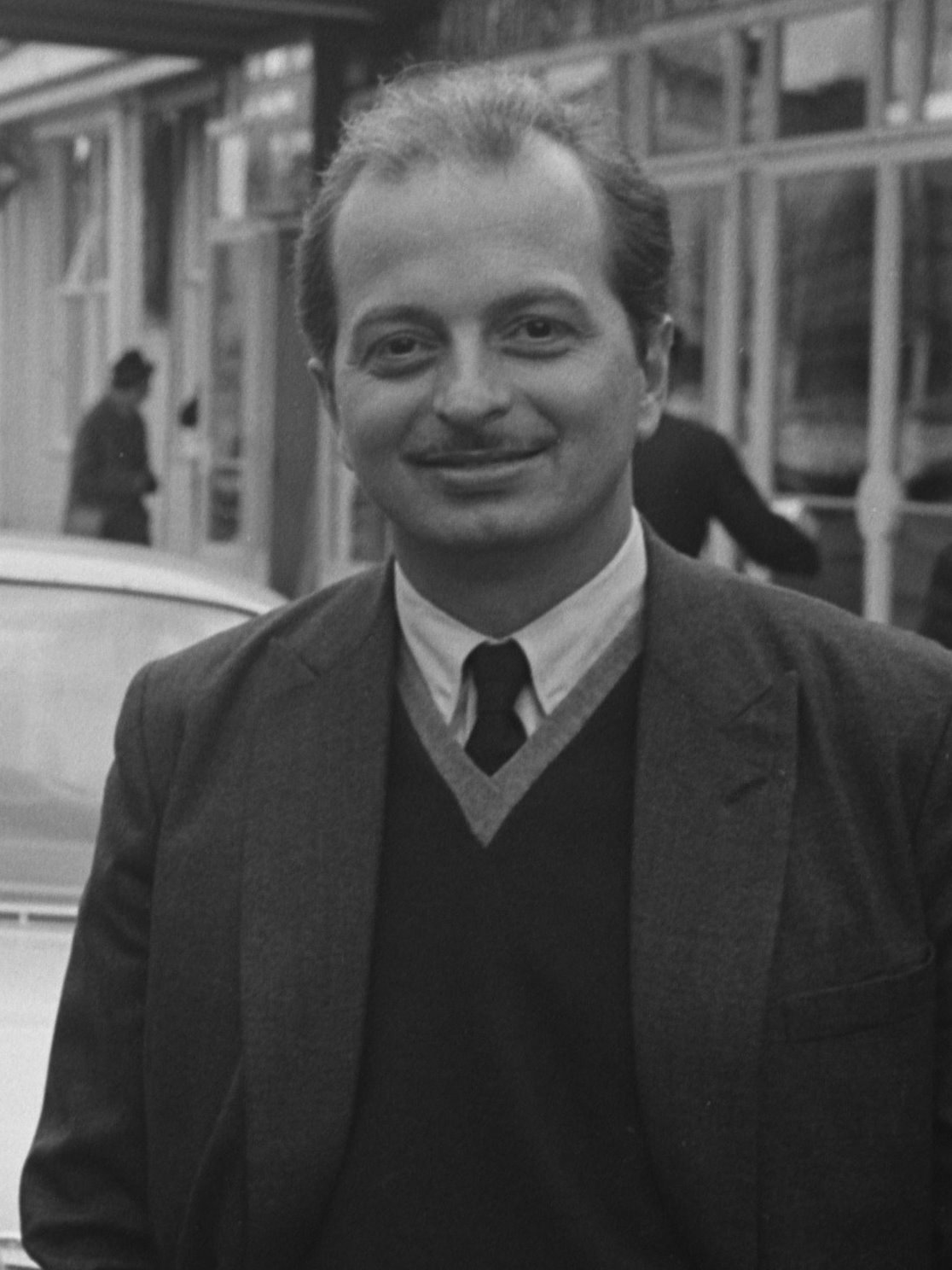
Луїс Бонфа. 1962 р.

1962 року Луїс одружився зі співачкою і композитором Марією Еленою Толеду. Разом вони створили і записали чимало популярних свого часу пісень. 1966 року на I Міжнародному пісенному фестивалі, третє місце посіла створена подружжям Dia das rosas у виконанні Майси.  На наступних фестивалях також були представлені пісні тандему Бонфа-Толеду,  як Vem comigo cantar та Amada canta.
Бонфа співпрацював з американськими музикантами, такими як Квінсі Джонс, Джордж Бенсон, Стен Гетц і Френк Сінатра, і записав з ними  у США кілька альбомів.
Елвіс Преслі співав композицію Бонфа Almost in Love з текстом Ренді Старра у фільмі 1968 року Нормана Таурога "Трохи життя, трохи кохання" (англ. Live a Little, Love a Little). Серед відомих його композицій також The Gentle Rain на слова Метта Дубі, записаний Аструд Жілберту для альбому The Shadow of Your Smile та Sambolero.
Наприкінці 60-х років він переїхав до Сполучених Штатів, де в 1970-х роках виступав разом з Еуміром Деодату із джазовим репертуаром, записав декілька альбомів, наприклад, Introspection (1972), що вважається класикою гітарного соло.
Альбом Jacaranda вийшов 1973 року, напередодні його повернення до Бразилії, коли він завершив кар'єру гітариста в США.
Френк Сінатра, Сара Вон, Джордж Бенсон, Тоні Беннетт, Хуліо Іглесіас, Дайана Кролл і Лучано Паваротті виконували пісні на музику Бонфа.
Наприкінці 1980-х років він повернувся до Бразилії, проте продовжував співпрацю з північноамериканськими лейблами.
Бонфа помер у 78 років у Ріо-де-Жанейро 12 січня 2001 року.

## Дискографія
| - 1955 Luiz Bonfá (10", Continental LPP-21) - 1956 De Cigarro em Cigarro (10", Continental LPP-53) - 1956 Noite e Dia з Едуарду Лінкольном (10", Continental LPP-3018) - 1956 Meia-Noite em Copacabana (Polydor LPNG 4004) - 1956 Edu N.2 (Rádio 0036-V) - 1956 Orfeu da Conceição (Odeon MODB-3056) - 1957 Alta Versatilidade (Odeon MOFB-3003) - 1957 Violão Boêmio (Odeon MOFB-3014) - 1958 Ritmo Continentais (Odeon MOFB-3020) - 1958 Bonfafá з Фата Лемос (Odeon MOFB-3047) - 1958 Luiz Bonfá e Silvia Telles (Odeon BWB-1040) - 1958 Meu Querido Violão (Odeon MOFB-3076) - 1958 Toca Melodias das Américas (Imperial 30009) - 1958 ¡Amor! The Fabulous Guitar of Luiz Bonfa (Atlantic SD 8028) - 1959 Black Orpheus (Orfeu Negro) з Томом Жобімом (Epic LN3672; 10", Philips B76.470R) - 1959 O Violão de Luiz Bonfá (Cook 1134) - 1960 A Voz e o Violão (Odeon MOFB-3144) - 1960 Passeio no Rio (Odeon BWB-1151) - 1961 Pery Ribeiro (Odeon 7BD-1011) | - 1961 Luiz Bonfá (Odeon 7BD-1017) - 1961 Pery Ribeiro e Seu Mundo de Canções Românticas (Odeon MOFB-3272) - 1961 Sócio de Alcova (RCA LCD-1007) - 1962 O Violão e o Samba (Odeon MOFB 3295) - 1962 Le Roi de la Bossa Nova (Fontana 680.228ML) - 1962 Bossa Nova no Carnegie Hall (Audio Fidelity AFLP 2101) - 1962 Luiz Bonfá Plays and Sings Bossa Nova (Verve V6-8522) - 1962 Le Ore dell'amore (C.A.M. CEP.45-102) - 1963 Caterina Valente e Luiz Bonfá (London LLN 7090) - 1963 Jazz Samba Encore! (Verve V6-8523) - 1963 Recado Novo de Luiz Bonfá (Odeon MOFB 3310) - 1963 Violão Boêmio Vol. 2 (Odeon SMOFB 3360) - 1964 Rio (Columbia CS 9115) - 1965 The Gentle Rain з Еуміром Деодату (Mercury SR 61016) - 1965 Quincy Plays for Pussycats (Mercury SR 61050) - 1965 The Shadow of Your Smile (Verve V6-8629) - 1965 Braziliana (Philips PHS 600-199) - 1965 The New Sound of Brazil (RCA LSP-3473) - 1965 The Movie Song Album (Columbia CS 9272) | - 1965 The Brazilian Scene (Philips PHS 600-208) - 1967 Pour un amour lointain (United Artists 36.123 UAE) - 1967 Luiz Bonfá (Dot DLP 25804) - 1967 Stevie & Eydie, Bonfá & Brazil (Columbia CS 9530) - 1967 Luiz Bonfa Plays Great Songs (Dot DLP 25825) - 1968 Black Orpheus Impressions (Dot DLP 25848) - 1968 Bonfá (Dot DLP 25881) - 1969 My Way (Reprise FS 1029) - 1969 I Got a Woman and Some Blues (A&M SP-9-3025) - 1970 The New Face of Bonfa (RCA LSP-4376) - 1971 Sanctuary (RCA LSP-4591) - 1972 Introspection (RCA FSP-297) - 1973 Jacarandá (Ranwood R-8112) - 1978 Bonfá Burrows Brazil (Cherry Pie CPF 1045) - 1989 Non-Stop to Brazil (Chesky JD29) - 1992 The Bonfá Magic (Caju 511.404-2) - 1992 The Brazil Project (Private Music 82101) - 1992 The Brazil Project 2 (Private Music 82110) - 2005 Solo in Rio 1959 (Smithsonian folkways records SFW CD 40483) |